# Перо (письмове приладдя)

Елементи пера автоматичної чорнильної перової ручки

Перо — нерегульований пишучий елемент перової ручки, що не має рухомих деталей, здатний утримувати деяку кількість чорнила і відносно рівномірно подавати його до свого пишучого кінчика під час письма.

## Походження
- Назва започаткована з часів, коли для писання чорнилом чи тушшю використовувалися заточені перочинним ножем гусячі пера.
- Перші металеві пера вставляли в пристосовані для цього ручки, чорнило чи туш набирали шляхом вмочування в чорнильницю (баночку з тушшю)[1]

Запобігання підтікання туші під лінійку шляхом склеювання саморобної лінійки

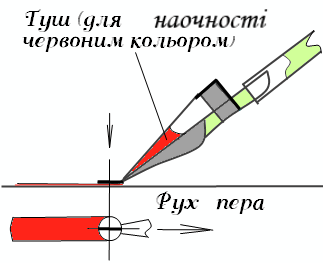
Принцип написання шрифтів пером Редіс

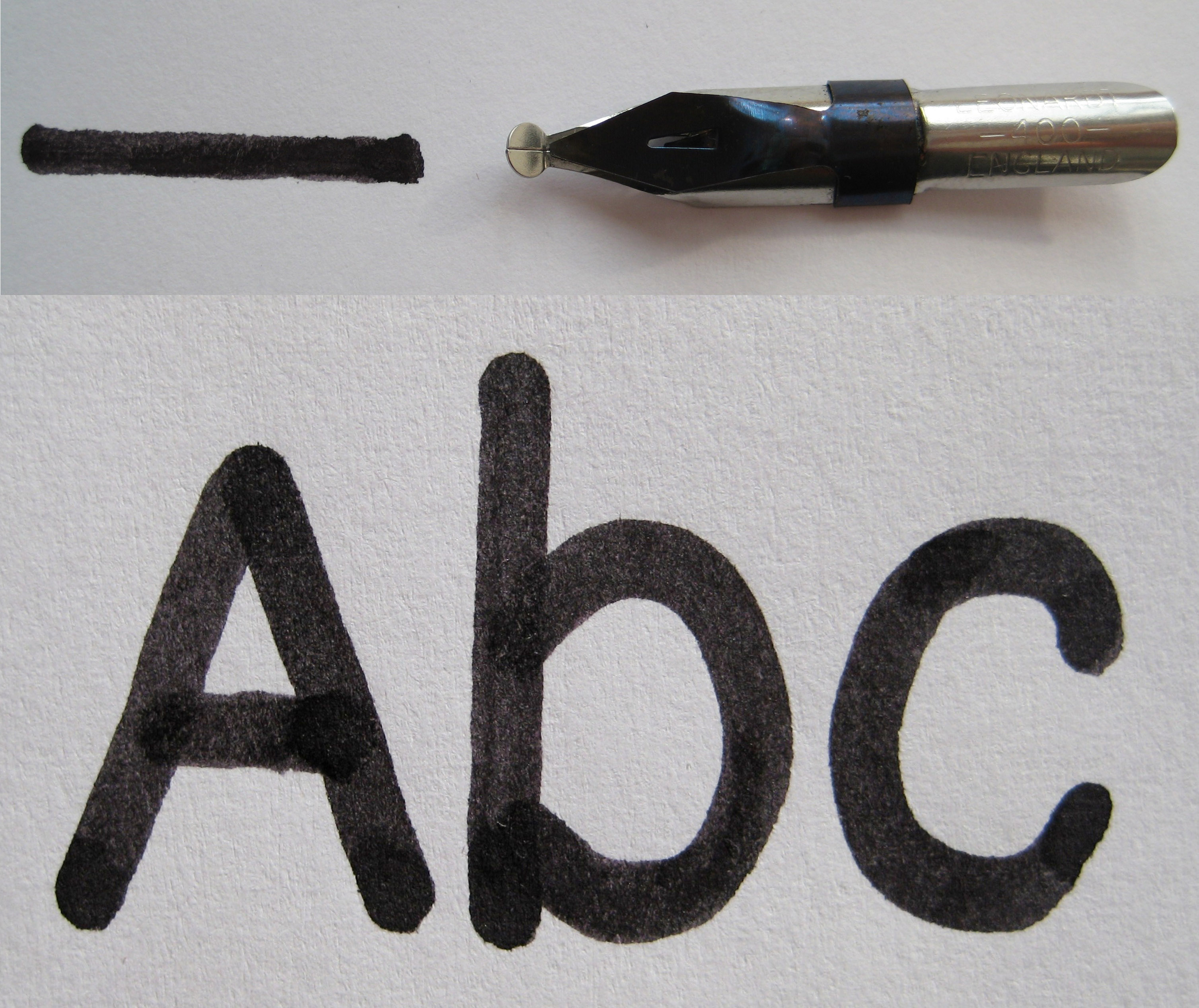
Написання шрифтів пером Редіс. Приклад шрифту

Принцип формування штриха тушшю на поверхні паперу при писанні плоским плакатним пером.

Зміна товщини штриха від положення плакатного пера

## Різновиди
- Перо для письма (тонке)
- Плоскі (плакатні) пера
- Пера для шрифтів із зарубками («ре́діс»)
- Існують також набори пер за конструкцією схожі на редіс, з такою ж насадкою для утримання туші, проте кінчики не округлі, а зрізані під кутом; назви мають різні, як правило, за фірмою-виробником. Такими перами писали шрифти, схожі на готичні. На слензі — «косий редіс» чи «скошений редіс».

### Плоскі (плакатні) пера
Плоскі (плакатні) пера дозволяють креслити таблиці із лініями заданої товщини, ними зручно виконувати написи рубаними шрифтами.
Туш підіймається за рахунок поверхневого натягу, оскільки між верхньою і нижньою пластинами плакатного пера виникає капілярний ефект, і виходить через прорізи при контакті з папером (ватманом).
На сленгу художників-плакатистів пера називають по порядку збільшення ширини в стандартному наборі, від 1 до 10. Так, саме вузьке перо «одиничка» дозволяє проводити штрихи шириною близько 2 мм; писати ним можна літери від 1 см у висоту. «Двієчка» теж з одним прорізом, ширина штриха, яку вона робить, близько 3 мм. Останнє найширше перо з одним прорізом «трієчка», близько 4 мм ширина штриха. «Четвірочка» вже матиме два прорізи і буде завужена з країв. «П'ятірочка» — два прорізи і повну ширину без завуження. І т.д. «Одиничка» і «двієчка» найбільш застосовані пера. Вони і найшвидше виходять з ладу (ширина матеріалу, що підлягає постійному стисканню / послабленню в цих перах найменша, ламається таке перо швидше, аніж широке)

### Креслення плакатним пером
Спочатку ескіз креслення виконується простим олівцем. Лінії будуються так, щоб по них наносилися штрихи «серединою пера» (слід враховувати товщину майбутнього штриха).
При цьому, якщо креслити плакатним пером під звичайну лінійку, капілярний ефект призводить до підтікання туші під поверхню лінійки (між нижньою площиною лінійки та папером чи поверхнею полотна) і розмазування нанесеної лінії. Для запобігання такої неприємності креслярі використовували спеціальну лінійку із пластиковою вставкою, або самостійно виготовляли лінійку з двох дерев'яних шкільних лінійок, склеєних «уступом».

### Пера «Ре́діс»
При написанні літер шрифту Ре́діс застосовується перо із кінчиком еліпсоподібної чи округлої форми, розмір якого залежить від масштабу написання тексту.
Головний елемент літери пишеться вертикально зверху вниз на повну основу пера, а горизонтальні елементи — прокреслюються тонкою частиною пера (чи виконуються окремим тонким пером). При роботі «ре́дісом» потрібно стежити, щоб нахил ручки завжди був постійним, а округла основа пера, що дає основну товщину шрифту, щільно лежала на папері по всій своїй площині.
Досвідчені каліграфи радять не вмочувати редіс у туш, а тонким пензлем заповнювати отвір ніж тушонакопичувачем і пером. У першому випадку капілярний ефект призведе до набору надлишку туші і надмірної неконтрольованої ширини перших 1-2 штрихів.
Закінчення роботи повинно обов'язково бути завершеним миттям пер. При цьому отвори плакатних пер можна чистити лезом безпечної бритви, а накопичувач на редісі після миття слід зсовувати до основи пера.

## Принцип формування літер і цифр рубаного шрифта
- Літери (окрім Д, Ц, Ж, М, Ш, Щ, Ю) і цифри вписуються в прямокутник 3ш х 5ш, де ш — ширина пера
- Ж, М, Ш, Щ, Ю вписуються в прямокутник 5ш х 5ш
- Візуально букви (крім Д, Ц, Ж, М, Ш, Щ, Ю) мають вписуватися в габарити прямокутника, в який вписується буква О.

Приклади формування знаків подані на малюнках

Робота плакатним пером при скруглених штрихах в знакові шрифта
Послідовність штрихів при написанні букви Л плакатним пером
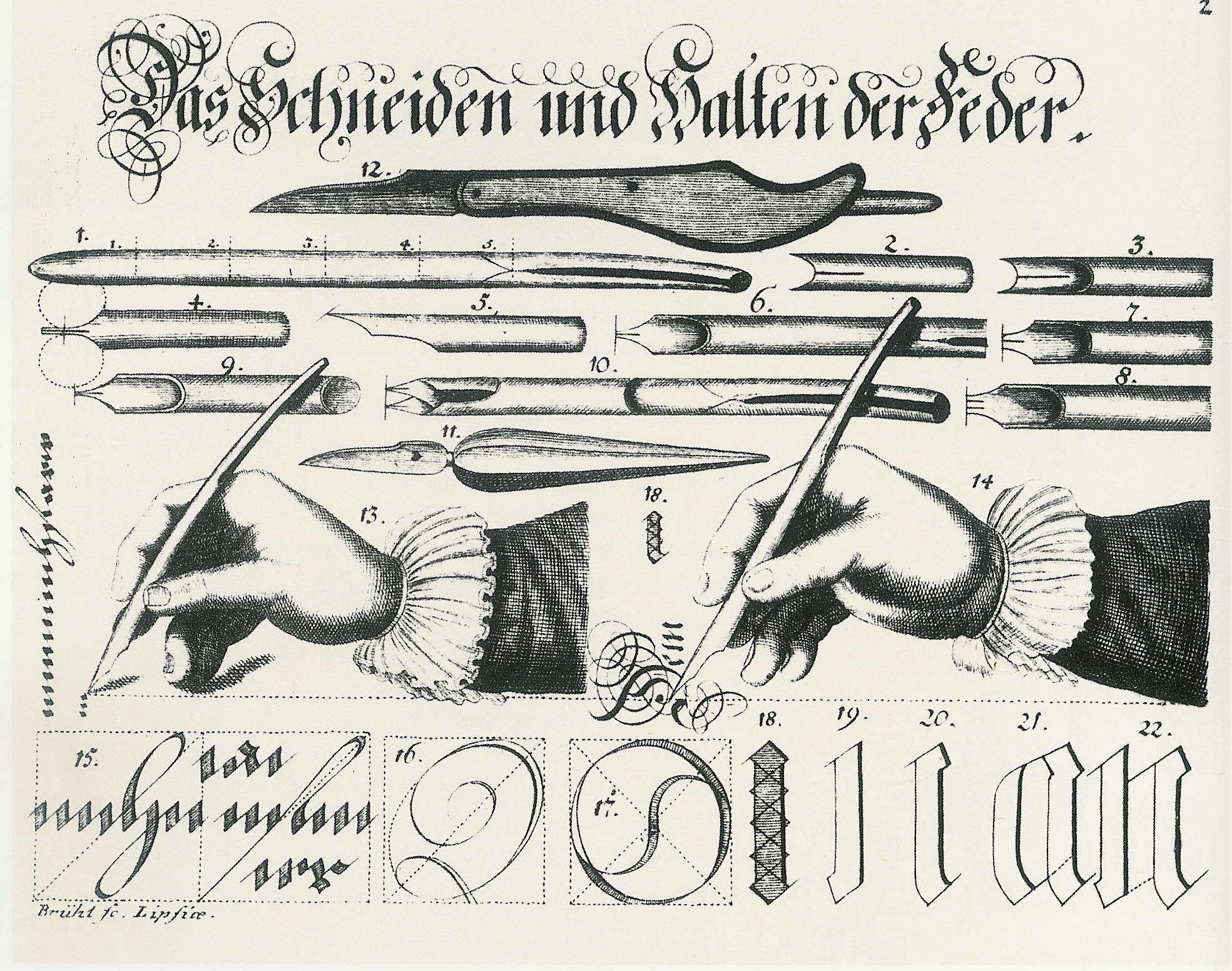
Засоби і способи заточування пера для письма. Німецький трактат. 1784 рік
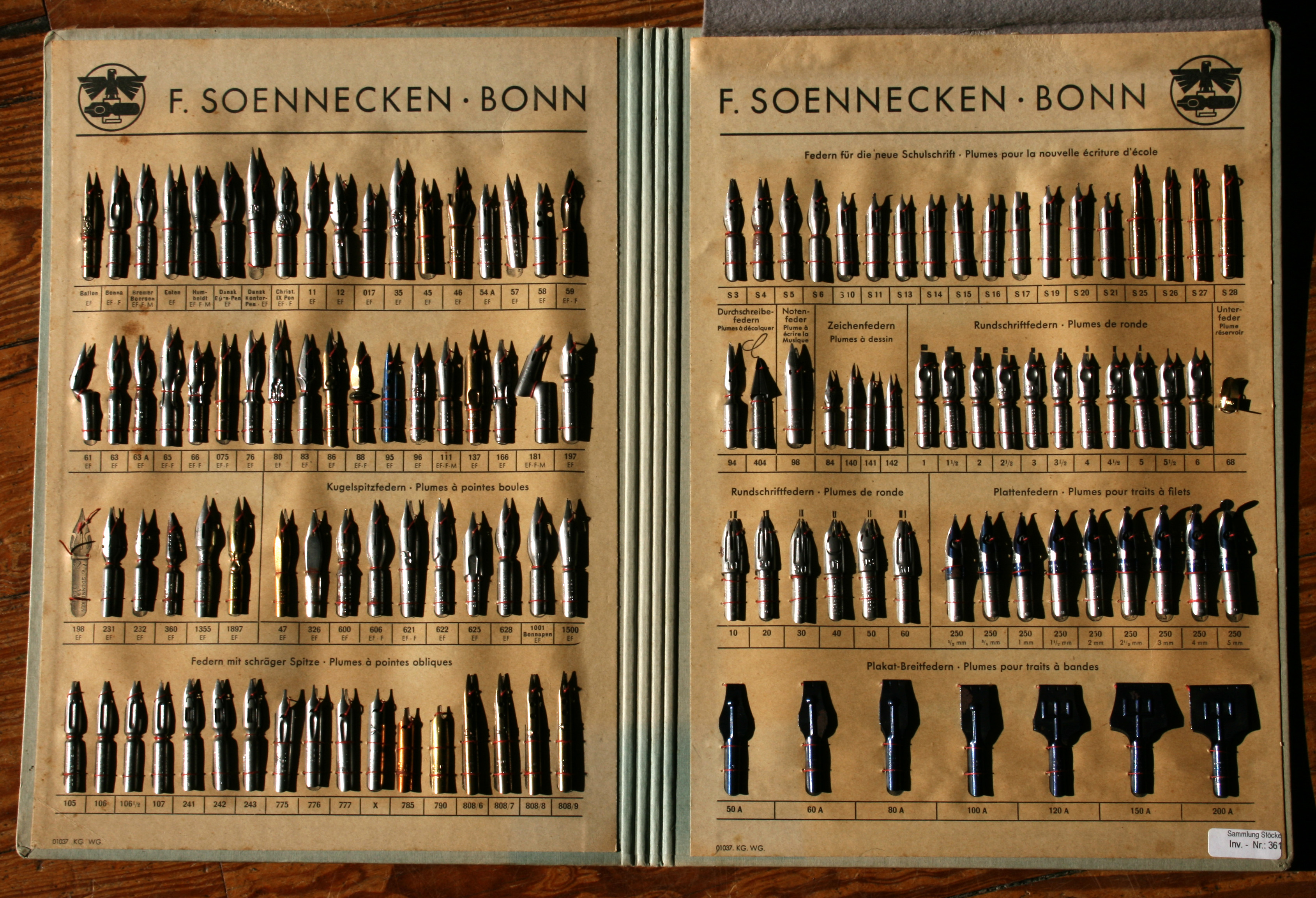
Набір кресляра
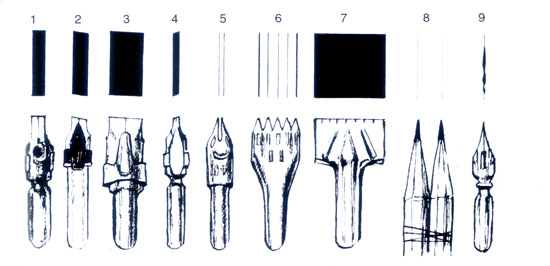
Розмаїття пер для письма тушшю
Доопрацювання лінійки для креслення плакатними перами